# Alfred Hyllengren
Alfred Hyllengren, född 1 maj 1852 i Stockholm, död 9 april 1941 i Hosjö församling i Kopparbergs län, var en svensk läkare. 
Hyllengren blev student vid Uppsala universitet 1871, medicine kandidat 1878 och medicine licentiat vid Karolinska institutet i Stockholm 1884. Han var föreståndare för ett svenskt mediko-gymnastiskt institut i London 1885, distriktsläkare (extra provinsialläkare) i Botkyrka distrikt 1886–92, järnvägsläkare vid bandelen Tumba–Liljeholmen 1886–92, intendent vid Ramlösa hälsobrunn 1887 och 1888, andre bataljonsläkare vid Södermanlands regemente 1888–90, förste bataljonsläkare vid Jönköpings regemente 1890–92, provinsialläkare i Silbodals distrikt 1892–1906 och i Norra Dalslands distrikt 1906–14.